# 石岗镇
石岗镇，是中华人民共和国江西省南昌市新建区下辖的一个镇。
著名的华语歌手杨钰莹的家乡就位于石岗镇的石岗村。

## 行政区划
石岗镇下辖以下地区：
石岗街社区、长征社区、石岗村、刘家村、保卫村、田北村、上坪村、新坊村、金城村、夏家村、小岭村、锦南村、介檀村、五星村、徐塘村、金塘村、南田村、石垦村、罗山村、上罗村、朱坊村、小塘村、简山村、高坪村、凤岗村和东安村。